# My Little Pony (франшиза)
«My Little Pony» — медиафраншиза, принадлежащая компании Hasbro. Основана на серии игрушек для девочек, появившейся на свет в начале 1980-х годов.

## История
Оригинальная (самая первая) серия игрушек пользовалась очень большим успехом в 1980-е годы. В 1984—87 годах по серии игрушек выходил мультсериал, так и названный: «My Little Pony».
Очередная (третья) реинкарнация её в новом дизайне произошла в 2003 году. Новая версия была нацелена на более молодую аудиторию, чем предыдущие, на девочек от 3 до 6 лет (раньше было до 9 лет). Для девочек же постарше в 2005 году была возрождена, тоже в новом дизайне, серия «Littlest Pet Shop».
Игрушки представляют собой пластиковых лошадок с длинным гривами, которые можно расчёсывать. Как Шэрон Джон, глава подразделения Hasbro, занимающегося игрушками для девочек, объясняла, идея перезапуска этой серии в 2003 году была в том, чтобы представить на рынке милые и простые игрушки в то время, когда куклы типа Барби и Братц становились всё менее и менее детскими и начинали вызывать недовольство родителей, хотевших, чтобы дети оставались детьми. Кроме этого, компания хотела сыграть на ностальгии мам по своему детству. Ведь теперь мамы снова смогли бы играть в куклы своего детства, теперь уже со своими дочерьми, и рассказывать им, как у них у самих были такие же пони. Старший менеджер компании Альпана Вирани сказала: «Рынок игрушек для маленьких девочек всё больше и больше фокусируется на моде, гламуре и блеске, мы же с этой по-новому выглядящей серией хотели бы попытаться вернуть девочек к невинности.»
В июне 2010 года появилось новое поколение игрушек серии, обычно называемое в кругах коллекционеров «четвёртым поколением». В этой новой версии те же шесть персонажей, что и в вышедшем на телеэкраны той же осенью новом мультсериале «Дружба — это чудо» (англ. My Little Pony: Friendship Is Magic).
Создателем этого нового сериала была Лорен Фауст, которая постаралась, чтобы сериал был действительно реалистичным. Она сначала скептически отнеслась к предложению создать мультсериал для девочек, поскольку, по её мнению, они обычно «тупые» и скучные. Как она сама объясняла, ей даже самой в детстве, даже в семь лет, смотреть девчачьи мультсериалы было неинтересно, и, более того, они оставляли неприятный осадок. Персонажи там были идеальными, очень вежливыми, бесконечно сидели и пили чай и хихикали не по делу. И даже злодеев девочки побеждали тем, что либо делились с ними, либо плакали, после чего те вдруг становились хорошими и добрыми. Сама же она играла со своими пони и куклами совсем по-другому, отправляя их в эпические приключения и спасая мир.

## Премьеры
| Список премьер в мире             | Список премьер в мире                     | Список премьер в мире |
| Страна                            | Сеть                                      | Премьера              |
| My Little Pony                    | My Little Pony                            | My Little Pony        |
| --------------------------------- | ----------------------------------------- | --------------------- |
| США                               | Синдикация                                | 15 сентября 1986      |
| Франция                           | TF1                                       | 3 ноября 1986         |
| Великобритания                    | The Children’s Channel                    | 1 апреля 1987         |
| Нидерланды                        | Veronica                                  | 6 апреля 1988         |
| Германия                          | Tele 5                                    | 1988                  |
| Израиль                           | Канал 1                                   | 1989                  |
| Россия                            | 2х2                                       | 4 сентября 1993       |
| Чехия                             | Prima televize                            | 1997                  |
| Польша                            | TVN                                       | 1998                  |
| My Little Pony Tales              |                                           |                       |
| США                               | Disney Channel                            | 2 августа 1992        |
| Великобритания                    | Sky One                                   | 1993                  |
| My Little Pony: Дружба — это чудо |                                           |                       |
| США                               | The Hub (переименован в Discovery Family) | 10 октября 2010       |
| Великобритания                    | Boomerang                                 | 1 июля 2011           |
| Польша                            | MiniMini+                                 | 15 октября 2011       |
| Россия                            | Карусель                                  | 2012                  |
| My Little Pony: Pony Life         |                                           |                       |
| США                               | Discovery Family                          | 7 ноября 2020         |
| Канада                            | Treehouse TV                              | 21 июня 2020          |
| Австралия · Новая Зеландия        | Boomerang                                 | 1 августа 2020        |
| Великобритания                    | Tiny Pop                                  | 1 сентября 2020       |
| Польша                            | MiniMini+                                 | 7 сентября 2020       |
| Финляндия                         | Nelonen                                   | 15 октября 2020       |
| Россия                            | Карусель                                  | 28 сентября 2020      |
| Юго-Восточная Азия                | Boomerang                                 | 3 октября 2020        |
| Германия                          | Disney Channel                            | 10 октября 2020       |
| Украина                           | ПлюсПлюс                                  | 10 октября 2020       |
| My Little Pony: Оставь свой след  |                                           |                       |
| США                               | Netflix                                   | 26 сентября 2022      |

## Сотрудничество Hasbro и Warner

### Великобритания
1 апреля 1987 года на телеканале The Children's Channel состоялся показ «My Little Pony». После запуска Cartoon Network в 1993 году, часть программ была взята со старого канала — MLP не был исключением, спустя время CN стал отказываться от старого контента в пользу собственных шоу. В 2000х годах архивные передачи траслировались на Boomerang.
1 июля 2011 года состоялся показ мультсериала «My Little Pony: Дружба — это чудо» на телеканале Boomerang.
В 2017 году Cartoon Network провёл конкурс в честь выхода «My Little Pony в кино», участникам необходимо было посмотреть мультфильм в кинотеатрах, а после, ответить на вопросы на сайте телеканала, в случае победы участникам дарили наборы пони.
В 2021 году телеканал Boomerang стал спонсором мультфильма «My Little Pony: Новое поколение».

### США
С 2010 по 2021 г. транслировались премьерные серии мультсериалов «My Little Pony: Дружба — это чудо» и «My Little Pony: Pony Life» на телеканале The Hub (ныне Discovery Family).
В 2024 году идут повторы «My Little Pony: Дружба — это чудо» на Discovery Family.

## Взрослая аудитория
Вскоре создатели сериала стали замечать неожиданный феномен — у мультсериала для маленьких девочек появилось много взрослых приверженцев. Фанаты мультсериала называют себя «брони», и к настоящему времени это явление уже переросло в самую настоящую субкультуру.